# Dansk Lægemiddel Information A/S
Dansk Lægemiddel Information (forkortet: DLI) er en virksomhed, der leverer uvildig information om lægemidler til både private og sundhedsfaglige. 
DLI udgiver Medicinhåndbogen®, der er rettet mod patienter og indeholder oplysninger om mere end 200 sygdomme og deres behandling. Behandlingerne omfatter alle lægemidler, der er godkendt på det danske marked. Medicinhåndbogen® er for nylig også tilgengælig i abonnement online. 
DLI's datterselskab Infomatum A/S udgiver Medicin.dk og Medicin.dk kittelbogen.
Dansk Lægemiddel Information A/S er ejet af Lægemiddelindustriforeningen (Lif) og har domicil på Lersø Parkallé 101, 2100 København Ø.